# Mino Fuccillo
Eutimio Fuccillo detto Mino (Salerno, 13 febbraio 1949) è un giornalista italiano.

## Biografia
Inizia la sua carriera a il manifesto per entrare a la Repubblica nel 1979. Nel 1998, per pochi mesi, è direttore de l'Unità. 
Nel 2004 pubblica Fenomenologia di Bruno Vespa (Roma, Nutrimenti). 
Nel 2009 lascia la Repubblica e inizia a collaborare con Blitz Quotidiano, giornale online fondato da Marco Benedetto, di cui è attualmente editorialista. 
Nel 2011 su Rai News è stato tra i conduttori dell'edizione del sabato del programma Il punto alle 20.